# Krisztina Tóth
Pour l’article homonyme, voir Krisztina Tóth (écrivaine).
Krisztina Tóth (née le 29 mai 1974 à Miskolc en Hongrie) est une joueuse de tennis de table hongroise.
Elle est championne d'Europe en double dames en 2000 et 2008, et a participé aux Jeux olympiques de 1996 à 2012. Elle a été demi-finaliste en double lors des Championnats du monde de tennis de table en 1995, associée à sa compatriote Csilla Bátorfi.
Elle est classée n° 21 mondiale en septembre 2009, son meilleur classement est n° 13 mondiale en 2001 et en 2003.